# Alfred Hermann (Ägyptologe)
Oskar Bernhard Alfred Hermann (* 11. Mai 1904 in Leipzig; † 3. Februar 1967 in Köln) war ein deutscher Ägyptologe.

## Leben
Nach dem Abitur am Leipziger Nicolaigymnasium studierte er in Leipzig, München und Marburg Literaturgeschichte, Geschichte, Kunstgeschichte und Philosophie und wurde 1928 an der Universität Leipzig bei André Jolles mit einer Arbeit über Joost van den Vondels „Gijsbrecht van Aemstel“ promoviert. Jolles wies ihn auch auf die Ägyptologie hin. So studierte er von 1928 bis 1932 Ägyptologie und Orientalistik. Erstes Ergebnis der Beschäftigung mit diesem Fach war der Aufsatz Zur Frage einer ägyptischen Literaturgeschichte; ab 1930 setzte er sein Studium in Berlin bei dem Ägyptologen Heinrich Schäfer fort und erhielt eine Stelle als Wissenschaftlicher Hilfsarbeiter an der Ägyptischen Abteilung der Staatlichen Museen zu Berlin. Im Herbst 1932 ging er als Referent an das Deutsche Institut für ägyptische Altertumskunde in Kairo, wo er mit Hermann Junker in Berührung kam. Von hier aus konnte er Ägypten bis Nubien bereisen und auch an Ausgrabungen teilnehmen.
Zum 1. Juli 1933 trat er in Kairo in die NSDAP ein (Mitgliedsnummer 1.698.421). 1934 heiratete er in Kairo Elfriede Krahn, Tochter eines seit 1931 in Ägypten lebenden Ingenieurs und späteren Landesgruppenleiters der NSDAP in Ägypten und kehrte nach Berlin zurück. 1941 wurde er zum Kriegsdienst einberufen und diente bis Kriegsende meist als Dolmetscher für Arabisch im gesamten nordafrikanischen Kriegsgebiet. 1945 geriet er in amerikanische Kriegsgefangenschaft und wurde im britischen Internierungslager Staumühle in der Senne bei Paderborn festgesetzt. Ende 1947 wurde er aus der Kriegsgefangenschaft entlassen und lebte fortan im Geburtsort seiner Frau in Malente. Die Rückkehr in sein Fach war ihm aufgrund seiner nationalsozialistischen Vergangenheit zunächst verwehrt.  Theodor Klauser zog ihn ab 1953 für die Mitarbeit und Redaktion am Reallexikon für Antike und Christentum in Bonn heran und verschaffte ihm dann eine Stelle als Wissenschaftlicher Mitarbeiter im 1955 gegründeten Franz Joseph Dölger-Institut der Universität Bonn, wo er neben zahlreichen Aufsätzen in Fachzeitschriften für das Reallexikon in den Bänden 2 (1954) bis 7 (1967) insgesamt 39 umfangreiche Artikel zu Stichwörtern aus den unterschiedlichsten Fachbereichen erarbeitete. 1958 habilitierte Hermann sich an der Universität zu Köln mit der Arbeit „Altägyptische Liebeslieder“ und konnte hier eine ägyptologische Bibliothek aufbauen. 1961 wurde er zum Wissenschaftlichen Rat, 1963 zum Außerordentlichen Professor ernannt. Als 1965 an der Universität Köln ein ordentlicher Lehrstuhl für Ägyptologie errichtet wurde, wurde Hermann auf diesen berufen.
Von Band 2 (1959) bis zu seinem Tod gehörte er mit Theodor Klauser und Alfred Stuiber zu den Herausgebern des Jahrbuchs für Antike und Christentum.
Hermann verstarb 1967 im Alter von 62 Jahren in Köln-Bayenthal.

## Schriften (Auswahl)
- Joost van den Vondels »Gijsbrecht van Aemstel« in seinem Verhältnis zum zweiten Buch von Vergils „Aeneis“, Dissertation Leipzig 1928.
- Führer durch das Museum der Ägyptischen Altertümer zu Kairo, Kairo 1935.
- Die ägyptische Königsnovelle, Glückstadt/Hamburg/New York 1936.
- Führer durch die Altertümer von Memphis und Sakkara, Berlin 1938.
- Die Stelen der thebanischen Felsgräber der 18. Dynastie, Glückstadt/Hamburg/New York 1940.
- mit Wolf Schwan: Ägyptische Kleinkunst, Berlin 1940.
- Der Totenkult bei den alten Ägyptern. Einführung in die Schausammlung Altägypten (Hamburg, Museum für Völkerkunde und Vorgeschichte), Hamburg 1949.
- mit Martin Schwind: Die Prinzessin von Samarkand. Märchen aus Aserbeidschan, Köln 1951.
- Die Welt der Fellachen. Wegweiser zur Völkerkunde. Führer durch das Hamburgische Museum für Völkerkunde und Vorgeschichte 2, Hamburg 1952.
- Altägyptische Liebesdichtung. Wiesbaden 1959.